# سونیا اولشانزکی
سونیا اولشانزکی (انگلیسی: Sonya Olschanezky; ۲۵ دسامبر ۱۹۲۳ – ۶ ژوئیهٔ ۱۹۴۴) یک فرد نظامی اهل فرانسه و از اعضای مقاومت فرانسه بود.